# All India N. R. Congress
Der All India N. R. Congress (AINRC, Tamil அகில இந்திய என். ஆர். காங்கிரஸ்) ist eine Regionalpartei im indischen Unionsterritorium Puducherry. Sie wurde Anfang 2011 von N. Rangasamy, dem ehemaligen Chief Minister (Regierungschef) Puducherrys, als Abspaltung vom Indischen Nationalkongress gegründet und gewann danach die Wahlen zum Parlament Puducherrys im April 2011.
Der Kongress-Politiker N. Rangasamy war bereits 2001–2008 Chief Minister Puducherrys gewesen, stürzte aber nach einer Kabinettsrevolte. Nachdem sich Rangasamy für zwei Jahre aus der Politik zurückgezogen hatte, kündigte er im Februar 2011 im Vorfeld der Parlamentswahlen in Puducherry die Gründung des AINRC an und scharte mehrere ehemalige Kongress-Politiker um sich. Der Erfolg des AINRC beruht weitgehend auf dem Charisma ihres Gründers N. Rangasamy, der bereits während seiner ersten Amtszeit als Chief Minister große Popularität genoss. Die Abkürzung NR im Parteinamen steht offiziell für Namathu Rajyam (Tamil für „unser Territorium“), doch dürfte die Gleichheit mit den Initialen N. Rangasamys alles andere als zufällig sein. Ihren größten Rückhalt genießt der AINRC in den ländlichen Teilen Puducherrys.
Im Vorfeld der Wahl 2011 schloss der AINRC ein Bündnis mit der AIADMK-Partei, während die Kongresspartei sich mit der DMK verbündete. Die AINRC-AIADMK-Allianz gewann insgesamt 20 von 30 Wahlkreisen. Dabei war der AINRC in 15 von 17 Wahlkreisen, in denen er antrat, erfolgreich. Damit beendete die Splittergruppe die zwanzig Jahre währende Phase der Kongress-Herrschaft in Puducherry. Nach der Wahl entschied sich der als neuer Chief Minister vereidigte N. Rangasamy, keine Koalitionsregierung mit der AIADMK zu bilden, sondern allein zu regieren, wobei ihm ein abtrünniger DMK-Kandidat, der als unabhängiger Abgeordneter im Parlament saß, die nötige Stimmenmehrheit verschaffte. Diese Entscheidung führte zu deutlicher Verstimmung bei der AIADMK.
Die folgende Wahl zur Legislativversammlung von Puducherry 2016 ging für den AINRC verloren und 2016 bis 2021 war eine Kongresspartei-geführte Regierung im Amt. Vor der Wahl 2021 in Puducherry ging der AINRC ein Wahlbündnis mit der Bharatiya Janata Party (BJP) und der AIADMK ein. AINRC gewann 10 Wahlkreise, die BJP 6 und AIADMK ging leer aus. Danach wurde N. Rangaswamy ab dem 7. Mai 2021 erneut Chief Minister und führte eine Koalitionsregierung aus AINRC und BJP.
Bei der gesamtindischen Parlamentswahl 2014 konnte der AINRC als Teil der landesweiten, BJP-geführten National Democratic Alliance (NDA) den Wahlkreis Puducherry gewinnen und stellte damit den einzigen Abgeordneten Puducherrys in der Lok Sabha, dem Unterhaus des indischen Parlaments. Bei der folgenden gesamtindischen Wahl 2019 ging der Wahlkreis wieder an die Kongresspartei verloren.